# Jacqueline Cramer
Jacqueline Marian Cramer (ur. 10 kwietnia 1951 w Amsterdamie) – holenderska biolog, nauczyciel akademicki i polityk, w latach 2007–2010 minister budownictwa, gospodarki przestrzennej i środowiska.

## Życiorys
W latach 1969–1970 studiowała biologię na University of Arkansas, następnie do 1976 na Uniwersytecie Amsterdamskim. W 1987 doktoryzowała się na tej samej uczelni. Od 1976 była zawodowo związana z macierzystym uniwersytetem. W latach 1990–1998 zajmowała na niej stanowisko profesora. W 1989 została pracownikiem naukowym w organizacji badawczej TNO. Pełniła funkcję doradcy koncernu do spraw zarządzania środowiskowego w przedsiębiorstwach Philips (1995–1997) i AkzoNobel (1997–1999). Od 1996 do 1999 wykładała na Uniwersytecie w Tilburgu, następnie na Uniwersytecie Erazma w Rotterdamie (do 2005) i na Uniwersytecie w Utrechcie (do 2007). Od 1999 prowadziła jednocześnie własną działalność gospodarczą w branży konsultingowej.
W lutym 2007 z rekomendacji Partii Pracy objęła urząd ministra budownictwa, gospodarki przestrzennej i środowiska w czwartym rządzie Jana Petera Balkenende. Sprawowała go do lutego 2010, kiedy to PvdA opuściła koalicję rządową. Powróciła następnie do pracy naukowej na Uniwersytecie w Utrechcie, w latach 2011–2016 kierowała uczelnianym instytutem zrównoważonego rozwoju.